# Kim Myong-gil
Kim Myong-gil ((김명길?, 金明吉?); Pyongyang, 16 ottobre 1984) è un calciatore nordcoreano, portiere dell'Amrokgang.